# Zwanowice (powiat nyski)
Zwanowice – wieś w Polsce położona w województwie opolskim, w powiecie nyskim, w gminie Otmuchów.
W latach 1975–1998 miejscowość należała administracyjnie do województwa opolskiego.

## Zabytki
Do wojewódzkiego rejestru zabytków wpisane są:
- dwór, z poł. XIX w. (nie istnieje)
- spichrz (nie istnieje).

Oba zabytki nie istnieją, zostały zburzone w latach 70 XX w.